# Manilkara mayarensis
Manilkara mayarensis là một loài thực vật họ hồng xiêm, chỉ mọc hoang dã ở tỉnh Oriente của Cuba. Tại đây, loài này có cỡ từ cây bụi tới cây cỡ nhỏ. Nó thường mọc gần các lạch suối, khe núi và các hình thức tương tự trong các vùng cây bụi trên nền đất xecpentin.